# 101 هـ
101 هـ هي سنة في التقويم الهجري امتدت مقابلةً في التقويم الميلادي بين سنتي 719 و720.

## أحداث
- بيعة يزيد بن عبد الملك

## مواليد
- علي العابد

## وفيات
- وكيع بن حسان بن أبي سود التميمي أمير خراسان زمن الدولة الأموية.
- أبو صالح السمان
- أيوب بن شرحبيل الأصبحي
- ربعي بن حراش
- عبد الملك بن أبجر الكناني
- عمر بن عبد العزيز
- عبد الله بن موسى بن نصير